# SOS (noodsignaal)
SOS is de naam die gegeven wordt aan het internationale noodsignaal voor draadloze communicatie. In morsecode wordt het zo weergegeven: ...---... Aan elkaar, dus zonder pauze, net zoals er geen pauzes in één letter zijn. Het is een apart morseteken, als het aparte letters waren, zouden ze door pauzes gescheiden worden. Dit soort “speciale tekens” werden in marconisten opleidingen weergegeven als SOS met een streep boven de 3 karakters, om aan te geven dat ze als een enkel teken geseind dienden te worden.
De interpretatie 'SOS' is dan ook tamelijk willekeurig. De naam "SOS" en de betekenissen "Save Our Ship" (red ons schip) en "Save Our Souls" (red onze zielen) zijn er later bij bedacht, het zijn backroniemen.
De voorloper van SOS was de Engelse code CQD.
De eerste SOS, die werd opgevangen door een installatie die in 1897 door Alexander Popov aan boord van de Russische kruiser Afrika werd geplaatst, dateert van 1900. In 1909 werd SOS voor het eerst gebruikt door de Amerikanen. Na de ondergang van de Titanic op 14 april 1912, waarbij de Engelse CQD-noodsignalen niet waren opgevangen door andere schepen, kwam er in de zomer van 1912 een radioconferentie te Londen. Hier werd de eerste aanzet gegeven tot het eerste SOLAS-verdrag, dat de veiligheid van mensenlevens op zee regelt. Daar werd onder meer de 500 kHz als de noodfrequentie aangewezen, waarop buiten noodoproepen geen openbaar radioverkeer mocht plaatsvinden. Ook werd er bepaald dat er tweemaal per uur gedurende 3 minuten radiostilte in acht diende te worden gehouden om uit te luisteren naar noodoproepen.
Oorspronkelijk was ...---. ("SOE") gekozen, maar dit is veranderd omdat de laatste punt te gemakkelijk kon wegvallen. Bovendien is ...---... gemakkelijker te herkennen door minder getrainde telegrafisten.
In de radiotelefonie (niet met morse maar met gesproken woord) wordt SOS niet gebruikt. Hier gebruikt men als noodsignaal "Mayday" (van het Franse m'aidez, wat "help mij" betekent) en nog een aantal andere voor minder ernstige gevallen (zoals "Pan-pan", afgeleid van het Franse woord Panne).
Het huidige systeem voor noodsituaties op zee is bekend als GMDSS (Global Maritime Distress and Safety System).